# Yoon Bit-garam
Đây là một tên người Triều Tiên, họ là Yoon.
Yoon Bit-garam (tiếng Hàn Quốc: 윤빛가람; phát âm tiếng Hàn Quốc: [jun.bit̚.k͈a.ɾam] or [jun] [pit̚.k͈a.ɾam]; sinh ngày 7 tháng 5 năm 1990) là một cầu thủ bóng đá Hàn Quốc. Anh được biết đến với khả năng ghi bàn từ trung tuyến.

## Sự nghiệp quốc tế
Tại Cúp bóng đá châu Á 2011, anh vào sân từ ghế dự bị trước Iran ở vòng tứ kết tại Sân vận động Câu lạc bộ Thể thao Qatar. Bàn thắng ở hiệp phụ của anh giúp Hàn Quốc đánh bại Iran vào bán kết gặp Nhật Bản.

### Bàn thắng quốc tế
Kết quả liệt kê bàn thắng của Hàn Quốc trước.
| #  | Ngày                | Địa điểm                                      | Đối thủ      | Tỉ số | Kết quả      | Giải đấu                |
| -- | ------------------- | --------------------------------------------- | ------------ | ----- | ------------ | ----------------------- |
| 1. | 11 tháng 8 năm 2010 | Sân vận động World Cup Suwon, Suwon, Hàn Quốc | Nigeria      | 1–0   | 2–1          | Giao hữu quốc tế        |
| 2. | 22 tháng 1 năm 2011 | Sân vận động Suheim bin Hamad, Doha, Qatar    | Iran         | 1–0   | 1–0 (s.h.p.) | Cúp bóng đá châu Á 2011 |
| 3. | 5 tháng 6 năm 2016  | Eden Arena, Praha, Cộng hòa Séc               | Cộng hòa Séc | 1–0   | 2–1          | Giao hữu quốc tế        |

## Thống kê sự nghiệp câu lạc bộ
Tính đến 30 tháng 10 năm 2016
| Thành tích câu lạc bộ | Thành tích câu lạc bộ | Thành tích câu lạc bộ              | Giải vô địch | Giải vô địch | Cúp     | Cúp       | Cúp Liên đoàn | Cúp Liên đoàn | Châu lục | Châu lục  | Tổng cộng | Tổng cộng |
| Mùa giải              | Câu lạc bộ            | Giải vô địch                       | Số trận      | Bàn thắng    | Số trận | Bàn thắng | Số trận       | Bàn thắng     | Số trận  | Bàn thắng | Số trận   | Bàn thắng |
| Hàn Quốc              | Hàn Quốc              | Hàn Quốc                           | Giải vô địch | Giải vô địch | Cúp KFA | Cúp KFA   | Cúp Liên đoàn | Cúp Liên đoàn | Châu Á   | Châu Á    | Tổng cộng | Tổng cộng |
| --------------------- | --------------------- | ---------------------------------- | ------------ | ------------ | ------- | --------- | ------------- | ------------- | -------- | --------- | --------- | --------- |
| 2010                  | Gyeongnam FC          | K League 1                         | 24           | 6            | 2       | 0         | 5             | 3             | -        | -         | 31        | 9         |
| 2011                  | Gyeongnam FC          | K League 1                         | 25           | 10           | 1       | 0         | 7             | 2             | -        | -         | 33        | 12        |
| 2012                  | Seongnam Ilhwa Chunma | K League 1                         | 31           | 1            | 1       | 0         | -             | -             | 7        | 1         | 39        | 2         |
| 2013                  | Jeju United           | K League 1                         | 31           | 1            | 4       | 1         | -             | -             | -        | -         | 35        | 2         |
| 2014                  | Jeju United           | K League 1                         | 37           | 4            | 0       | 0         | -             | -             | -        | -         | 37        | 4         |
| 2015                  | Jeju United           | K League 1                         | 36           | 6            | 3       | 1         | -             | -             | -        | -         | 39        | 7         |
| Trung Quốc            | Trung Quốc            | Trung Quốc                         | Giải vô địch | Giải vô địch | CFA Cup | CFA Cup   | CSL Cup       | CSL Cup       | AFC      | AFC       | Tổng cộng | Tổng cộng |
| 2016                  | Yanbian FC            | Giải bóng đá ngoại hạng Trung Quốc | 25           | 8            | 0       | 0         | -             | -             | -        | -         | 25        | 8         |
| 2017                  | Yanbian FC            | Giải bóng đá ngoại hạng Trung Quốc | 12           | 3            | 0       | 0         | -             | -             | -        | -         | 12        | 3         |
| Tổng cộng             | Hàn Quốc              | Hàn Quốc                           | 184          | 38           | 11      | 2         | 12            | 5             | 7        | 1         | 214       | 46        |
| Tổng cộng             | Trung Quốc            | Trung Quốc                         | 37           | 11           | 0       | 0         | 0             | 0             | 0        | 0         | 37        | 11        |
| Tổng cộng sự nghiệp   | Tổng cộng sự nghiệp   | Tổng cộng sự nghiệp                | 209          | 46           | 11      | 2         | 12            | 5             | 7        | 1         | 239       | 56        |

## Danh hiệu

### Cá nhân
- K-League Best XI: 2010
- K-League Rookie of the Year: 2010